# Kyoko Yano
Kyoko Yano (矢野 喬子, 3 de juny de 1984) és una exfutbolista japonesa.

## Selecció del Japó
Va debutar amb la selecció del Japó el 2003. Va disputar 74 partits amb la selecció del Japó. Ha disputat Copa del Món de 2003, 2007, 2011, Jocs Olímpics d'estiu de 2004, 2008, 2012.

## Estadístiques
| Selecció del Japó | Selecció del Japó | Selecció del Japó |
| Anys              | Partits           | Gols              |
| ----------------- | ----------------- | ----------------- |
| 2003              | 9                 | 1                 |
| 2004              | 5                 | 0                 |
| 2005              | 5                 | 0                 |
| 2006              | 16                | 0                 |
| 2007              | 6                 | 0                 |
| 2008              | 10                | 0                 |
| 2009              | 1                 | 0                 |
| 2010              | 13                | 0                 |
| 2011              | 4                 | 0                 |
| 2012              | 5                 | 0                 |
| Total             | 74                | 1                 |